# Carsten Cullmann
Carsten Cullmann (* 5. März 1976 in Köln) ist ein ehemaliger deutscher Fußballspieler.

## Karriere
Der rechte Außenverteidiger, der auch in der Innenverteidigung eingesetzt wurde, spielte zu seiner Jugendzeit im Kölner Südosten für den Verein Sportvereinigung Porz, bis er in der Saison 1996/97 als damals 20-Jähriger zum 1. FC Köln wechselte.
Nach zwei Jahren in der Kölner Amateurmannschaft gelang ihm in der Rückserie der Saison 1998/99 der Durchbruch in die Profimannschaft, die in der 2. Bundesliga spielte. Nach einer weiteren Saison und dem damit verbundenen Aufstieg in die Bundesliga spielte er seine ersten zwei Spielzeiten in der obersten Spielklasse, die jedoch im erneuten Abstieg resultierten.
Es folgte eine erneute Saison als Stammspieler mit dem direkten Wiederaufstieg. In der darauffolgenden Abstiegssaison 2003/04 kam er nur zu 15 Einsätzen, woraufhin er jedoch mit 25 Spielen in der direkten Wiederaufstiegssaison 2004/05, seinem nun dritten Aufstieg mit demselben Verein, erneut maßgeblichen Anteil am Erfolg hatte.
Seit der Saison 2007/08 war Cullmann hauptsächlich als Spieler bei der zweiten Mannschaft des 1. FC Köln aktiv, gehörte als Standby-Fußballer aber weiterhin der Profimannschaft an. In der Saison 2009/10 bekam Cullmann beim Rückspiel gegen die TSG 1899 Hoffenheim zum ersten Mal seit dem 33. Spieltag der Saison 2006/07 die Gelegenheit, für den Profikader aufzulaufen. In der 1. Bundesliga kam er auf 81 Einsätze mit 4 Toren.
Cullmann ist Sohn des ehemaligen Nationalspielers und langjährigen Spielers des 1. FC Köln in den 1970er Jahren, Bernd Cullmann.
Von 2011 bis zum 30. Juni 2013 war Cullmann Co-Trainer der U21, danach Cheftrainer der U15 des 1. FC Köln.